# Consumismo

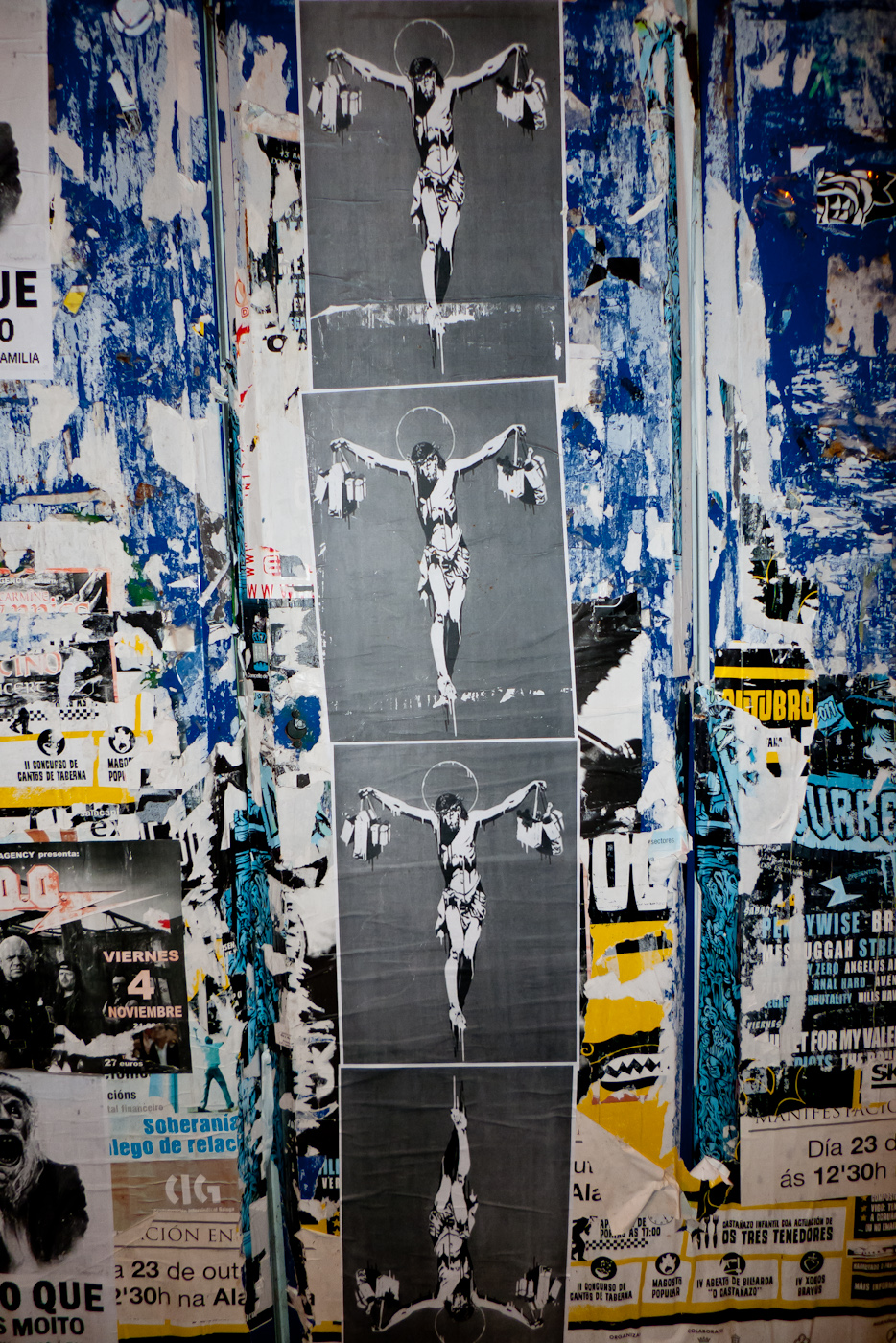
Street Art a Madrid, che esprime dissenso riguardo al consumismo nella società moderna

Il consumismo è un fenomeno economico-sociale tipico delle società industrializzate, nelle quali, per far fronte alla elevata produttività, è necessario il riacquisto continuo di beni e servizi.
Il consumismo è stato criticato sia da persone che scelgono altri modi di partecipare all'economia (per esempio una vita semplice o una vita lenta) sia da alcuni opinionisti che valutano gli effetti negativi del capitalismo moderno sul mondo: questi spesso evidenziano il collegamento del consumismo con questioni come l'imperativo della crescita e il consumo eccessivo, che hanno un importante impatto sull'ambiente sia attraverso lo sfruttamento eccessivo delle risorse naturali, sia a causa dell'inquinamento prodotto dal grande quantitativo di rifiuti provenienti da beni usa e getta e dall'emissione nell'atmosfera di gas che avrebbero grande incidenza sul cambiamento climatico. Allo stesso modo, alcune ricerche e critiche si concentrano sugli effetti sociologici del consumismo, come il rafforzamento delle barriere di classe e la creazione di disuguaglianze.

## Termine
Nel 1899, Thorstein Veblen nel suo saggio La teoria della classe agiata, esamina i valori e le istituzioni diffuse su larga scala con l'apparizione, lo sviluppo e l'estensione del concetto di «tempo libero» a partire dall'inizio del XX secolo. L'autore introduce il concetto di "consumo vistoso" per descrivere la propensione ad acquistare beni apprezzati non tanto per il loro valore intrinseco, quanto per l'attribuzione di status sociale di classe agiata, che dal loro possesso può derivare.
Così anche Fred Hirsch ha definito "beni posizionali" quei beni di cui usufruiscono coloro che occupano una posizione sociale di prestigio. Sono desiderati e acquistati proprio perché segnalano distinzione e status sociale, ma la loro offerta non può essere aumentata più di tanto, sia perché scarseggiano, sia perché il loro godimento si deteriora quante più persone vi accedono (risorse di status symbol o determinati servizi sociali). L'economista Robert H. Frank ha paragonato il ricorso ai beni posizionali da parte dei consumatori al fine di accrescere il proprio status sociale al concetto di "corsa agli armamenti", individuandone l'origine nei meccanismi competitivi osservabili anche in simili dinamiche evolutive.
In ambito sociologico e politico, sono state espresse numerose teorie critiche della società dei consumi, vista come aspetto degenerativo delle moderne società di massa. La concezione della società tecnologica come sistema totalizzante, che massifica i comportamenti degli individui nei modelli di mercato, portò Herbert Marcuse alla critica radicale della «società affluente» e dei suoi strumenti di repressione collettiva. Gli stessi temi, ripresi dagli autori della scuola di Francoforte (M. Horkheimer, T.W. Adorno, J. Habermas), hanno ispirato movimenti di protesta contro il consumismo negli anni Sessanta, come la contestazione giovanile del 1968, ma anche successivamente sono evocati nella critica e nella mobilitazione contro la globalizzazione.
Inoltre, sempre in sociologia, il termine può descrivere gli effetti dell'identificazione, vera o presunta, della felicità personale con l'acquisto, il possesso e il consumo continuo di beni materiali, generalmente favorito dalla moda o dalla pubblicità.

## Storia

### Origini
La società dei consumi emerse alla fine del XVII secolo e si intensificò, secondo Frank Trentmann, nel corso del XVIII secolo. Alcuni critici sostengono che il colonialismo ha effettivamente contribuito a guidare il consumismo, ma avrebbero posto l'accento sull'offerta piuttosto che sulla domanda come fattore motivante. Una massa crescente di importazioni esotiche così come di manufatti nazionali doveva essere consumata dallo stesso numero di persone che avevano consumato molto meno di quanto fosse necessario. Storicamente, l'idea che alti livelli di consumo di beni di consumo siano la stessa cosa del raggiungimento del successo o addirittura della libertà non ha preceduto la produzione capitalista su larga scala e le importazioni coloniali.
In Gran Bretagna la storia dei consumi si può dire originata nell'ambito del dibattito sulla rivoluzione industriale. Secondo alcuni storici britannici, infatti, un incremento quantitativo e qualitativo della domanda, tale da essere etichettato come “rivoluzione dei consumi”, avrebbe preceduto e stimolato la rivoluzione industriale.
Karl Marx ritenne di trovare nel capitalismo una tendenza al consumo che aveva chiamato «feticismo della merce». Nella teoria marxiana del valore, le merci, da pure e semplici cose, prodotto del lavoro umano, assurgono al ruolo di rapporto sociale, e in modo simmetrico, i rapporti sociali fra gli uomini assumono l'aspetto, nello scambio, di rapporti tra cose.

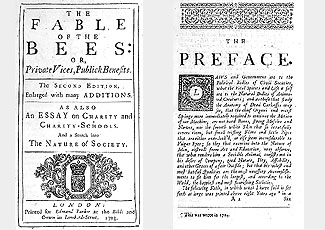
Frontespizio de La favola delle api di Bernard Mandeville, poemetto satirico del 1703 che trattò anche del tema del consumo di massa.

### Cultura del consumo
ll modello di consumo intensificato divenne particolarmente visibile nel XVII secolo a Londra, dove la nobiltà e i mercanti benestanti si stabilirono e promossero una cultura del lusso e del consumo che si estese lentamente oltre i confini socio-economici. I mercati si espansero come centri commerciali, come il New Exchange, aperto nel 1609 da Robert Cecil nello Strand. I negozi iniziarono a diventare importanti luoghi di incontro e socializzazione per i londinesi e divennero destinazioni popolari insieme al teatro. Dal 1660, Londra vide anche l'aumento di edifici di lusso come esempio di posizione sociale, grazie all'opera di architetti speculativi come Nicholas Barbon e Lionel Cranfield. Questa linea di pensiero allora scandalosa provocò grandi polemiche con la pubblicazione dell'influente opera Fable of the Bees nel 1714, in cui Bernard Mandeville sosteneva che la prosperità di un paese alla fine risiedeva nell'interesse personale del consumatore.
L'imprenditore e inventore della ceramica, Josiah Wedgwood, notò il modo in cui le mode aristocratiche, a loro volta soggette a periodici cambiamenti di direzione, filtravano lentamente attraverso le diverse classi della società. Queste iniziarono ad aprire la strada all'uso delle tecniche di marketing per influenzare e manipolare il movimento dei gusti e delle preferenze prevalenti per indurre l'aristocrazia ad accettare i suoi beni; era, secondo l'imprenditore, solo questione di tempo prima che anche i ceti medi acquistassero rapidamente i suoi beni. Altri produttori di una vasta gamma di altri prodotti seguirono il suo esempio e la diffusione e l'importanza delle mode di consumo divennero sempre più importanti. Da allora, la pubblicità ha svolto un ruolo importante nel promuovere una società consumistica, commercializzando beni attraverso varie piattaforme in quasi tutti gli aspetti della vita umana e diffondendo il messaggio che la vita personale del potenziale cliente richiedesse sempre un prodotto da acquistare.
È rimasta celebre la definizione di consumismo espressa negli anni cinquanta dall'economista americano Victor Lebow:

### Produzione di massa
La rivoluzione industriale aumentò notevolmente la disponibilità di beni di consumo, sebbene fosse ancora principalmente focalizzata sul settore dei beni capitali e sulle infrastrutture industriali (es. miniere, acciaio, petrolio, reti di trasporto, reti di comunicazione, città industriali, centri finanziari, ecc.). L'avvento del grande magazzino ha rappresentato un cambio di paradigma nell'esperienza dello shopping. I clienti potevano acquistare un'incredibile varietà di prodotti, tutti in un unico posto, e lo shopping divenne così una popolare attività di svago. Mentre in precedenza la norma era stata la scarsità di risorse, l'era industriale creò una situazione economica senza precedenti. Per la prima volta nella storia, i prodotti erano disponibili in quantità eccezionali, a prezzi straordinariamente bassi, essendo quindi disponibili praticamente per tutti nell'Occidente industrializzato.
All'inizio del XX secolo, il lavoratore medio in Europa occidentale o negli Stati Uniti spendeva ancora circa l'80-90% del proprio reddito in cibo e altre necessità. Ciò che serviva per spingere davvero il consumismo fu un sistema di produzione e consumo di massa, esemplificato da Henry Ford, in una casa automobilistica americana. Dopo aver osservato le catene di montaggio nell'industria del confezionamento della carne, Frederick Winslow Taylor portò la sua teoria della gestione scientifica nell'organizzazione della catena di montaggio in altri settori; questo scatenò un'incredibile produttività e ridusse i costi delle merci prodotte sulle catene di montaggio in tutto il mondo.
Negli anni cinquanta e sessanta, l'economia degli Stati Uniti e dei paesi dell'Europa occidentale, Italia inclusa, attraversò un periodo di espansione. Questo fenomeno ebbe l'effetto di diminuire le diseguaglianze economiche, facendo raggiungere ai paesi occidentali un grado di prosperità fino ad allora sconosciuto. Vi fu un arricchimento generale, testimoniato dall'aumento della domanda di generi alimentari e dei beni di consumo (automobili, elettrodomestici, televisori, vestiti, etc...).
Ma il mantenimento di questa prosperità era strettamente legato alla continua espansione della domanda di beni, vale a dire al loro consumo (vedi economia keynesiana). Perciò i cittadini cominciarono a essere indotti, in primo luogo dalla pubblicità, ad acquistare sempre di più, anche usando il mezzo delle rate e delle cambiali, oltre che gli strumenti del credito al consumo, tra cui la carta di credito, i quali consentivano di acquistare beni pur non avendo il denaro necessario per l'acquisto. Con questi incentivi, alcune persone, anche se non benestanti, poterono acquistare in modo più agevolato dei beni che non servivano più a soddisfare bisogni precisi e reali, ma il cui possesso li faceva sentire al passo con i tempi.

### Nel ventunesimo secolo
Con il passare degli anni, le aziende hanno iniziato a capire che i consumatori facoltosi sono gli obiettivi più interessanti del marketing. I gusti, gli stili di vita e le preferenze della classe medio borghese scendono fino a diventare lo standard per tutti i consumatori. I consumatori meno ricchi possono "acquistare qualcosa di nuovo che sarà il simbolo della loro posizione nella scala della ricchezza".
L'emulazione è anche una componente fondamentale del consumismo del XXI secolo. Come tendenza generale, i consumatori regolari cercano di emulare coloro che sono al di sopra di loro nella gerarchia sociale. I poveri si sforzano di imitare i ricchi e i ricchi imitano le celebrità e altre icone. L'approvazione dei prodotti da parte delle celebrità può essere vista come una prova del desiderio dei consumatori moderni di acquistare prodotti in parte o esclusivamente per emulare persone di status sociale più elevato. Questo comportamento di acquisto può coesistere nella mente di un consumatore con un'immagine di sé come individualista.
Il sogno americano è stato a lungo associato al consumismo. Secondo Dave Tilford del Sierra Club, "Con meno del 5% della popolazione mondiale, gli Stati Uniti utilizzano un terzo della carta mondiale, un quarto del petrolio mondiale, il 23% del carbone, il 27% dell'alluminio e 19% del rame". Secondo il biologo Paul R. Ehrlich, "Se tutti consumassero risorse a livello degli Stati Uniti, avremmo bisogno di altre quattro o cinque Terre".
Ad oggi, la Cina è il mercato di consumo in più rapida crescita al mondo.

## Il consumismo nella teoria economica
Il consumismo può trovare una base economica nel moltiplicatore keynesiano. All'interno dell'economia keynesiana il consumismo rappresenta anche un componente macroeconomico della domanda aggregata, in cui, se viene meno la domanda a causa della disoccupazione, provocando conseguentemente un calo della produzione, lo stato interviene a correggere questa tendenza, puntando generalmente verso politiche di espansione monetaria.
Una teoria economica odierna che si propone di colpire fortemente il consumismo è la fiscalità monetaria, basata sull'accollamento delle spese pubbliche sugli scambi commerciali (e quindi sul consumo) anziché sui redditi.

## Il consumismo nel cinema
Tra i film esistenti che trattano temi legati al consumismo possiamo citare Zabriskie Point di Michelangelo Antonioni, Fight Club di David Fincher, Zombi di George A. Romero, 2022: i sopravvissuti di Richard Fleischer, del 1973, tratto dal libro di Harry Harrison Largo! Largo! del 1966, Salò o le 120 giornate di Sodoma di Pier Paolo Pasolini, in maniera velata Daybreakers - L'ultimo vampiro dei fratelli Spierig e Essi vivono di John Carpenter.